# Francis Bell
Francis Bell (ur. 31 marca 1851 w Nelson, zm. 13 marca 1936 w Wellington) – nowozelandzki prawnik i polityk, w maju 1925 pełnił przez dwa tygodnie funkcję premiera Nowej Zelandii. Był pierwszą w historii zajmującą to stanowisko osobą urodzoną na terytorium Nowej Zelandii.

## Biografia
Urodził się i wychował w Nelson, jednak na studia wyjechał do Anglii, gdzie ukończył prawo w St John’s College na Uniwersytecie Cambridge . Po powrocie do kraju podjął praktykę adwokacką w Wellington. Zaangażował się także w działalność samorządu prawniczego – w latach 1901–1918 stał na jego czele na szczeblu ogólnokrajowym.

### Kariera polityczna
Równolegle do kariery zawodowej rozwijał polityczną. Trzykrotnie (1891, 1892, 1897) wygrywał wybory na burmistrza Wellington. W roku 1893 dostał się do Izby Reprezentantów, ale zasiadał w niej tylko przez jedną kadencję. Powrócił do parlamentu w 1912, po dojściu do władzy Partii Reformistycznej. William Massey chciał go widzieć w swoim gabinecie (a w Nowej Zelandii każdy minister musi być zarazem parlamentarzystą), dlatego nominował go do Rady Legislacyjnej. Bell objął wówczas resort spraw wewnętrznych i imigracji. W 1918 został prokuratorem generalnym, a w 1923 równocześnie objął stanowisko ministra spraw zagranicznych. Było to zwieńczenie jego wcześniejszej działalności dyplomatycznej, obejmującej reprezentowanie Nowej Zelandii m.in. na posiedzeniach organów Ligi Narodów.
W 1924 stan zdrowia premiera Masseya stał się tak zły, że nie mógł wypełniać większości swoich obowiązków. Przejął je wówczas Bell. 10 maja 1925 Massey zmarł, a cztery dni później Bell został zaprzysiężony na premiera. Nie zgodził się jednak pełnić tej funkcji na stałe. Po 16 dniach zrzekł się urzędu na rzecz nowego lidera reformistów, Gordona Coatesa. Wrócił do swoich stanowisk ministerialnych i pełnił je do 1926. Następnie skupił się na działalności dyplomatycznej w Lidze Narodów. Zmarł w 1936.

## Odznaczenia
W 1923 został kawalerem Orderu św. Michała i św. Jerzego klasy Rycerz z Wielkim Krzyżem, co dało mu prawo używania tytułu Sir.